# チャリング・クープマンス
チャリング・チャールズ・クープマンス（Tjalling Charles Koopmans、クープマンズとも、1910年8月28日 - 1985年2月26日）は、線形計画法を経済学に応用したオランダとアメリカ合衆国の数学者、経済学者である。アクティビティ分析の創始者の1人である。1975年、クープマンスは線形計画法の経済学の適用で、レオニード・カントロビッチとともにノーベル経済学賞を受賞した。
姓のオランダ語読みは「コープマンス」に近い。

## 略歴
1910年、オランダのス＝フラーフェラントで生まれた。
1927年、ユトレヒト大学に入学し数学を専攻したが、3年後の1930年に理論物理学に転向した。1932年にユトレヒト大学より物理学と数学の学士号を、1933年に同大学より物理学と数学の修士号を取得した。
1934年、分子の第一イオン化エネルギーと電子親和力に関する「クープマンズの定理」を発表した。
1936年、ライデン大学より物理学と数学の博士号を得た。このころヤン・ティンバーゲンと知り合い、ティンバーゲンの下で数理経済学の研究し始め、計量経済学や統計学にも研究の手を広げた。1936年から1940年に、ジュネーブにある国際連盟で働いた（その期間中に『経済的時系列の線形回帰分析』（1937年）と『タンカー運賃率とタンカー建造』（1939年）を出版）。
1940年、アメリカ合衆国に移住し、ワシントンD.C.にあった政府の船荷調整局の統計学者として戦時中を過ごした。1944年、シカゴ大学に付属していたコウルズ委員会に加わった。シカゴ大学で教鞭を執り、最適経路選択に重点を置いた交通経済学を発表した。1948年から1950年、『動学経済学モデルにおける統計的推論』の共同編集にあたった（1950年出版）。
1950年、計量経済学会会長となった。1955年、コウルズ財団の本拠がイェール大学に移ると、同大学の教授となった（最適成長やアクティビティ分析に関する研究を重点的に行った）。
1975年　クープマンスは「資源の最適配分に関する理論への貢献」が称えられ、レオニード・カントロビッチとともにノーベル経済学賞を受賞した。1978年、アメリカ経済学会会長を務めた。
1981年にイェール大学を退職し、名誉教授となった（他にオランダ、ベルギー、アメリカの数々の大学から名誉学位を授与されている）。
1984年、74歳で死去。

## 業績
クープマンスの最大の業績は、ノーベル経済学賞の受賞理由としても挙げられた、アクティビティ分析の開発である。アクティビティ分析は1951年に発表された『Activity Analysis of Production and Allocation（生産と配分のアクティビティ分析）』において説明されており、アクティビティとは、ある商品1単位を生産するために必要な各生産要素の技術的な組み合わせのことである。伝統的な経済学の考え方では、ある商品1単位を生産するために必要な各生産要素の技術的な組み合わせは無限に存在することになっているが、現実にはそれは有限であり、それゆえ伝統的な経済学の考え方をそのまま現実に適用することは不可能である。アクティビティ分析は、このような有限のアクティビティをもとに、線形計画法の理論を用いて最適な資源配分の条件を具体的に求め、伝統的な経済理論を現実の資源配分、特に最適生産計画や最適経済計画の問題に応用しようとするものである。
クープマンスは1930年代以降の、フォン・ノイマンやワシリー・レオンチェフによる、固定的係数での生産に基づいた経済全体の一般均衡の表現の発展や、ジョージ・ダンツィクらによる線形計画の発展を背景にして、固定的係数の生産単位を無限個想定し、それらを定数倍して足し合わせれば、連続的に代替可能な生産関数を想定することと何ら変わりないことを強調し、そうした単位（アクティビティ）の結合に基づく分析をアクティビティ分析と命名した。
クープマンスが1951年に発表した『Analysis of Production as an Efficient Combination of Activities（アクティビティの効果的組み合わせに関する生産の分析）』では、生産の技術的な効率性が利潤最大化が等価だということを示し、社会主義経済計算論争に対して大きな影響を与えた。
さらにクープマンスは、1957年の『Three Essays on the State of Economic Science（経済学の現状に関する3つの小論）』において線形計画法やアクティビティ分析の手法を独立に発見して発展させ、それを実際的・理論的な一般均衡モデルに適用した。

## 生活・意見
クープマンス才能ある音楽家にして作曲家であり、音楽が終生変わらぬ趣味であった。
経済学者の浜田宏一は自身の著書の中で「クープマンス教授は、ハンサムな先生で、私もその明晰な講義を受けさせてもらった。彼はソ連のレオニード・カントロヴィチとともに、のちにノーベル賞を受賞した。そのためもあってか、彼はロシア語を勉強していた。私は『先生のお歳で新しい外国語を学ぶのはたいへんでしょう』と聞いたことがある。私は彼に『コーイチ、そんなに人間の知的能力の射程を見くびってはいけない』と静かにたしなめられた」と述懐している。
コウルス研究所があったシカゴで、ミルトン・フリードマンと「計画なき理論」か「理論なき計画」かという論争を交わし、フリードマンが「理屈が合っても実証に裏付けられない知識は役に立たない」と主張したのに対し、クープマンスは「いくら統計上の相関があっても、なぜそうなるか理屈がわからないような関係は政策に使えない」と主張した。